# Marie Antoinette (série de televisão)
Marie Antoinette é uma série de televisão franco-britânica de ficção histórica criada e escrita por Deborah Davis. Produzido pela BBC e Canal+, o drama é baseado na vida de Maria Antonieta, a última rainha da França antes da Revolução Francesa. A primeira temporada da série ("Série 1") estreou na França em 31 de outubro e no Reino Unido em 29 de dezembro de 2022, com um total de oito episódios. Nos Estados Unidos, a série estreou em 19 de março de 2023 na PBS. A atriz alemã Emilia Schüle interpreta a personagem homônima.

## Elenco
- Emilia Schüle como Maria Antonieta
- James Purefoy como Rei Luís XV
- Louis Cunningham como Luís, Delfim de França
- Jack Archer como Luís, Conde de Provença
- Jasmine Blackborow como Luísa
- Caroline Piette como Princesa Vitória
- Crystal Shepherd-Cross como Princesa Adelaide
- Nathan Willcocks como Conde de Mercy-Argenteau
- Roxane Duran como Maria Josefina
- Marthe Keller como Imperatriz Maria Teresa
- Gaia Weiss como Madame du Barry
- Oscar Lesage como Luís Filipe, Duque de Chartres
- Liah O'Prey como Yolande, Duquesa de Polignac
- Yoli Fuller como Saint-Georges
- Martijn Lakemeier como Axel von Fersen
- Jonas Bloquet como Imperador José II
- Laura Benson como Condessa de Noailles

## Produção

### Desenvolvimento
Depois que a última temporada de Versalhes foi ao ar, foi anunciado que o Canal+ havia contratado Deborah Davis para escrever uma série com oito episódios centrada em Maria Antonieta. Juntamente com Banijay Studios e CAPA Drama, a produtora francesa planejou criar uma série em língua inglesa com o objetivo de distribuir para um amplo público internacional de forma semelhante a Versalhes. Em outubro de 2021, foi anunciado que a BBC havia demonstrado interesse na série e a emissora britânica faria parte do processo de produção e distribuição. A Vogue e Variety relataram que a série estava sendo desenvolvida por uma equipe feminina de roteiristas e ofereceria uma "visão feminista" da vida de Maria Antonieta.
Em 17 de março de 2023, a Variety revelou que uma segunda temporada havia sido encomendada com Davis como criadora e uma equipe de roteiristas liderada por Louise Ironside ao lado de Charlotte Wolf, Francesca Forristal e Andrew Bambfield. Ed Bazalgette dirigirá os primeiros quatro episódios. “A próxima temporada retratará como o casal real no auge do poder enfrentou uma crise financeira sem precedentes. Os ataques incessantes da Provença e de Chartres contra o casal real despertaram o ódio dos nobres com consequências desastrosas”.

### Elenco
O elenco foi anunciado em setembro de 2021, com Schüle contratada para desempenhar o papel principal. Ela foi anunciada ao lado de um elenco internacional, incluindo Louis Cunningham, Jack Archer, Jasmine Blackborow, Gaia Weiss, James Purefoy, Marthe Keller, Roxane Duran, Crystal Shepherd-Cross, Caroline Piette, Oscar Lesage, Liah O'Prey, Jonas Bloquet, Nathan Willcocks, Paul Bandey, Laura Benson e Yoli Fuller.

### Filmagem
Em setembro de 2021, foi anunciado que as filmagens haviam começado. A Variety e Deadline informaram que ao lado dos estúdios de Bry-Sur-Marne, as filmagens aconteceriam em locações que incluem os Castelos de Versalhes, Vaux-le-Vicomte, Palácio de Fontainebleau, Lésigny, Champs e Voisins.

## Lançamento
A série estreou na rede francesa Canal+ em outubro de 2022. No mês seguinte, foi distribuída pela BBC First na Austrália e lançada nos serviços de streamers Foxtel e Binge. Banijay também anunciou que a PBS havia adquirido a série com lançamento planejado na primavera de 2023. A estreia foi posteriormente confirmada para 19 de março de 2023.
No Reino Unido, foi ao ar na BBC Two e BBC iPlayer em 29 de dezembro de 2022. Na Alemanha, a série está disponível na Disney+ a partir de 21 de junho de 2023.

## Recepção
No Rotten Tomatoes, a série detém um índice de 60% de aprovação, com base em 10 resenhas dos críticos, com uma nota média de 5,9/10. O The Guardian deu à série quatro de cinco estrelas, elogiando o desempenho de Schüle e comentando: "Estranho, engraçado, grotesco em alguns momentos, este drama da escritora do filme de Olivia Colman [The Favourite] retrata a rainha francesa como uma adolescente ingênua e brincalhona - e é extremamente divertido". Tanto o TV Times quanto a revista Weekend deram cinco de cinco estrelas, com esta última afirmando que a série "tece uma tapeçaria extravagante de excesso e intriga".